# Baiyang, Songpan
Baiyang (kinesiska: 白羊乡, 白羊) är en socken i Kina. Den ligger i provinsen Sichuan, i den sydvästra delen av landet, omkring 170 kilometer norr om provinshuvudstaden Chengdu.
Genomsnittlig årsnederbörd är 1 041 millimeter. Den regnigaste månaden är juli, med i genomsnitt 265 mm nederbörd, och den torraste är december, med 2 mm nederbörd.